# Valdemārpils
Valdemārpils är en ort i Lettland.   Den ligger i kommunen Talsu novads, i den västra delen av landet, 100 km nordväst om huvudstaden Riga. Valdemārpils ligger 56 meter över havet och antalet invånare är 1 447.
Terrängen runt Valdemārpils är mycket platt. Runt Valdemārpils är det glesbefolkat, med 12 invånare per kvadratkilometer. Närmaste större samhälle är Talsi, 13,9 km söder om Valdemārpils. I omgivningarna runt Valdemārpils växer i huvudsak blandskog.